# Bavikonda

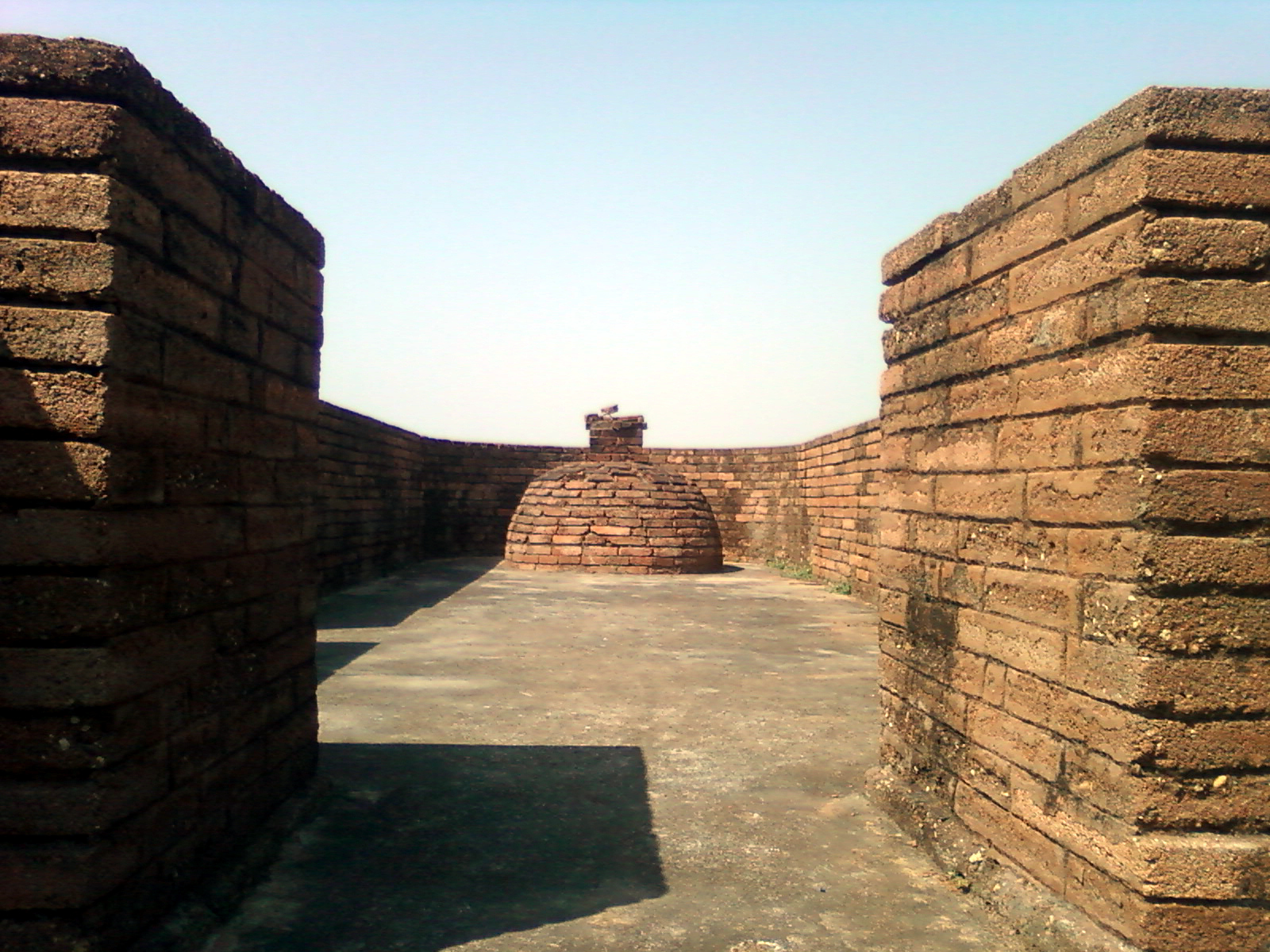
Bavikonda – Kulthalle (chaitya) mit Stupa

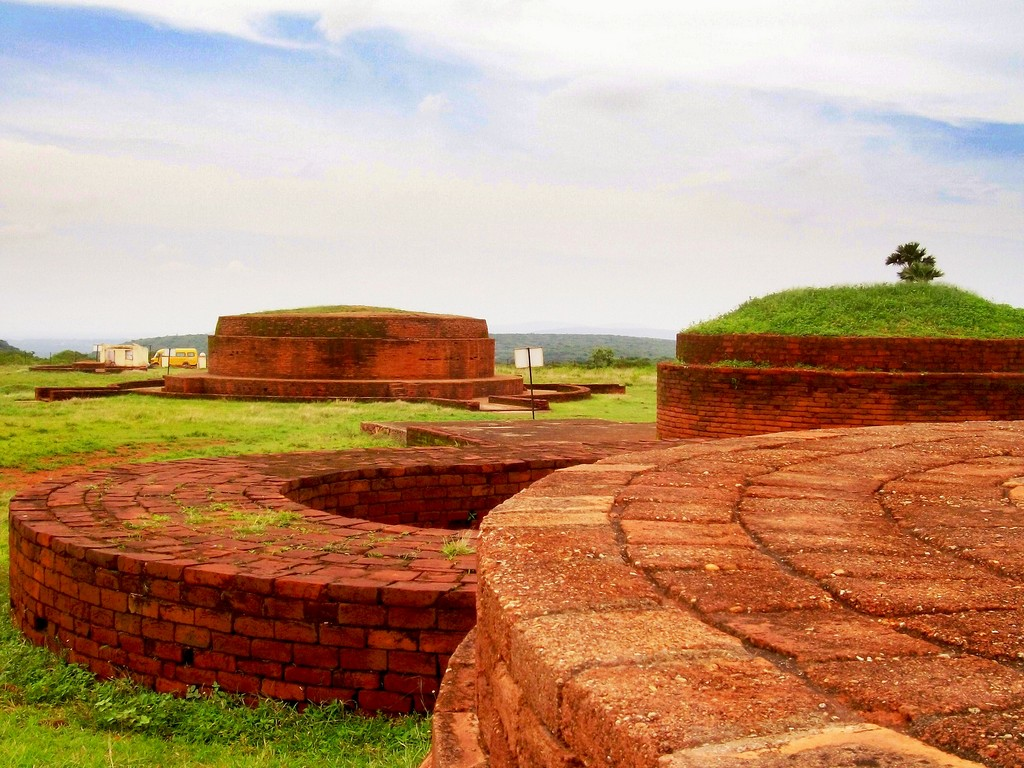
Votivstupas und Großer Stupa

Bavikonda ist eine in Teilen restaurierte buddhistische Ruinenstätte bei der Millionenstadt Visakhapatnam an der Küste des Golfs von Bengalen im südindischen Bundesstaat Andhra Pradesh.

## Lage
Bavikonda liegt in einer Höhe von ca. 130 m unweit der Küste; die Stadt Visakhapatnam ist etwa 20 km in südwestlicher Richtung entfernt. Die ca. 3 km nordöstlich gelegene archäologische Stätte Thotlakonda ist zu Fuß erreichbar.

## Geschichte
Die Geschichte der namentlich nicht bekannten Stätte reicht bis ins 3. oder 2. vorchristliche Jahrhundert zurück. Sie gehörte zeitweise zum Kalinga-Reich, welches um 260 v. Chr. vom Maurya-Herrscher Ashoka erobert wurde, der sich daraufhin zum Buddhismus bekannte. Nach dem Ende der Maurya-Herrschaft übernahmen die Satavahana die Region; unter ihnen erlebte sie bis ins zweite nachchristliche Jahrhundert eine Blütezeit. Später geriet sie jedoch in Vergessenheit. Erst in den 1970er Jahren wurde der Platz entdeckt und in den Jahren von 1982 bis 1987 durch das Andhra Pradesh State Archaeology Department freigelegt und teilweise restauriert.

## Bauten
Wichtigster Bau innerhalb des religiösen Bezirks ist der auf einer gut 2 m hohen umlaufenden Plattform (jagati) ruhende ca. 10 m hohe große Stupa, dessen obere Rundung allerdings verlorengegangen ist. Er ist umgeben von nachträglich hinzugefügten Kulthallen (chaityas) und Wohnräumen (viharas); darüber hinaus finden sich zahlreiche Votivstupas und aus dem Fels herausgehauene, nach oben offene, Zisternen, in denen der Monsunregen gespeichert wurde.

## Sonstiges
In Bavikonda wurden römische Münzen aus der Kaiserzeit gefunden.